# Wenus i Adonis (obraz Petera Paula Rubensa)

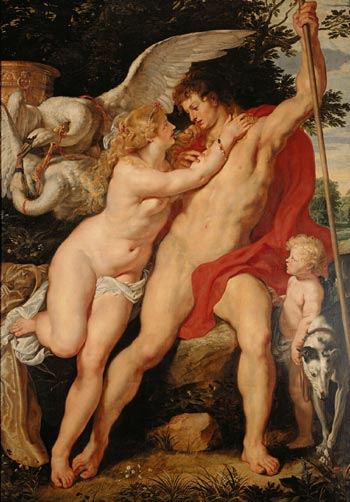
Wenus i Adonis (wersja z Muzeum Kunst Palast)

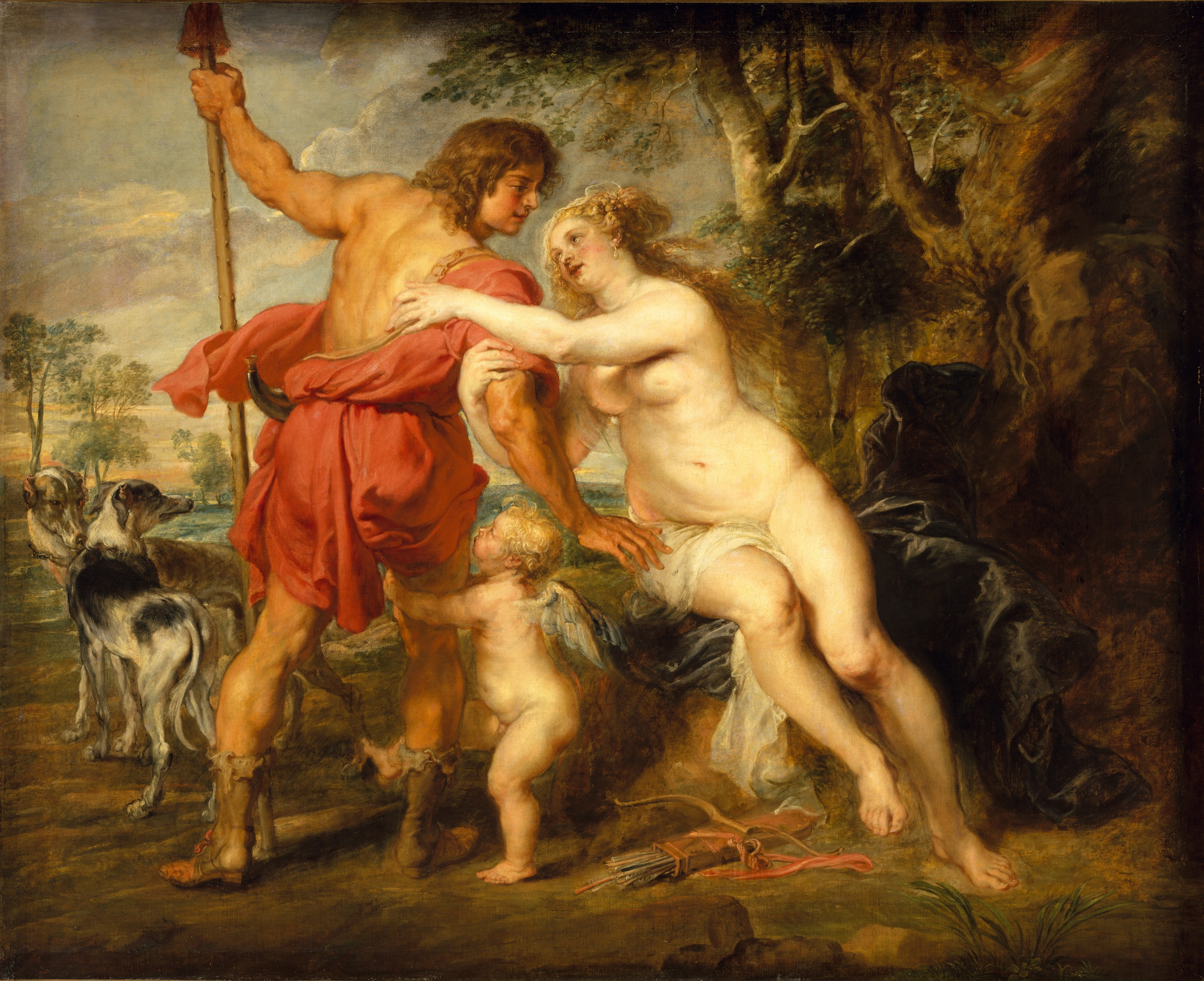
Wenus i Adonis (wersja z Metropolitan Museum of Art)

Wenus i Adonis (niderl. Venus tracht Adonis te weerhouden ter jacht te gaan) – obraz flamandzkiego malarza Petera Paula Rubensa, namalowany ok. 1614 roku.

## Proweniencja
Obraz do 1768 roku znajdował się w zbiorach prywatnych w Brukseli u Carla de Cobenzla. Od kolekcjonera został zakupiony dla Galerii Ermitaż.

## Tematyka obrazu
Tematem obrazu jest scena zaczerpnięta z mitologii greckiej, z Metamorfoz Owidiusza (X, 529-559). Motyw, ukazujący próbę zatrzymania Adonisa przed wyprawą na polowanie przez boginię Wenus, pojawiał się w wielu utworach literackich i był tematem licznych obrazów m.in. autorstwa Tycjana, Nicolasa Poussina czy Paola Veronesego. Obraz został namalowany w pracowni Rubensa, przy czym spod pędzla mistrza wyszły główne postacie, a inne fragmenty zostały namalowane przez jego uczniów.
Obraz znajdujący się w zbiorach Ermitażu jest jedną z wersji oryginalnego dzieła powstałego w 1609 Wenus i Adonis, a znajdującego się w Muzeum Kunst Palast w Düsseldorfie. Pierwsza wersja jest bardzo surowa w swoim przekazie i jest namalowana w formacie wertykalnym. Każda następna kopia miała łagodniejszy odbiór i więcej szczegółów kompozycyjnych. Obraz z Ermitażu ma kompozycję horyzontalną z widocznym pejzażem. Jest zaliczany do tzw. obrazów gabinetowych.
Na obrazie Rubens zamienił skalne tło (z pierwszej wersji) na złoty rydwan, atrybut Wenus. Adonis po miłosnym uniesieniu wstaje by wyruszyć na polowanie. Bogini miłości próbuje go zatrzymać. U nogi Adonisa wisi uczepiony Kupido, symbol miłości, który pomaga Wenus w zatrzymaniu ukochanego. W pierwszej wersji kupidyn stoi przy nodze boga jakby nie rozumiejąc sytuacji. Podobny motyw znajduje się na innym obrazie znajdującym się w Metropolitan Museum of Art. Miłosną chwilę podkreślają dwa łabędzie ciągnące rydwan. Postać Adonisa Rubens zaczerpnął z antycznej rzeźby Laokoona. Do kompozycji obrazu dodał dwa dodatkowe wizerunki psów.
Trzecim, zaginionym podczas II wojny światowej obrazem z tej serii o tym samym tytule jest dzieło znajdujące się niegdyś w Kaiser-Friedrich-Museum w Berlinie (olej na płótnie 114 × 111 cm).